# ブルーベルベット
『ブルーベルベット』（Blue Velvet）は、1986年に公開されたアメリカ映画。監督・脚本はデイヴィッド・リンチ。

## 概要
1950年代のオールディーズを背景に、のどかな田舎町に潜む欲望と暴力が渦巻く暗部を、伝統的なミステリーの手法に則って暴き出しつつ、美しい芝生とその下で蠢く昆虫という導入部に象徴されるような善と悪の葛藤が描かれる。不法侵入や覗き見、性的虐待といった倒錯的行為が物語の重要な役割を果たしており、特に性的虐待の描写については公開と同時に論争を巻き起こしたが、結果的には興行的成功を収めることとなった。
大幅な予算の削減と引き替えにファイナル・カットの権利を得て、その才能を存分に発揮した本作が成功を収めたことによって、リンチにとっては本作が新たな転換点となった。またこの作品は、ジャンルを問わず複数の題材を多く盛り込むという以後のリンチの作風を確立させることとなる。

## ストーリー
父親の入院を期にジェフリー・ボーモントは大学を休学し、生まれ故郷である田舎町ランバートンに帰郷した。ある日、父親を見舞った帰りに野原を通りかかったジェフリーは、そこで切断された人間の片耳を発見する。
問題の片耳を父親の友人であるジョン・ウィリアムズ刑事の元に届けたジェフリーは、それが縁でウィリアムズ刑事の娘サンディと知り合う。ウィリアムズ刑事の話を盗み聞きしたサンディによると、今回の事件には、ドロシー・ヴァレンズなるクラブ歌手が関係しているらしい。
好奇心を覚えたジェフリーは事件解決の手がかりを得るため、サンディの協力で、ドロシーが暮らすディープ・リヴァー・アパートの710号室に無断で侵入する。クローゼットに身を潜めたジェフリーがそこで垣間見たのは、ドロシーが謎の人物フランク・ブースと共に繰り広げる倒錯的な性行為の一部始終であった。
このことをきっかけに、ジェフリーは徐々に隠されていた世界へと引きずり込まれていく。

## 主な登場人物
ジェフリー・ボーモント
この世は不思議な所と考える大学生。大学進学を期に生まれ故郷であるランバートンを離れていたが、父親の急病で一時的に帰郷する。好奇心が旺盛で、人生には知識と経験を得るチャンスがあると考えており、父親が経営するボーモント金物店を手伝いながら、野原で発見した片耳の謎を追うようになる。好きなビールはハイネケン。
ドロシー・ヴァレンズ
七号線沿いのスロー・クラブに出演する、ブルー・レディーの異名を持つ歌手。片耳が発見された野原に程近いリンカーン通りに建つアパート“ディープ・リヴァー・アパート”の710号室に住んでおり、自宅にいる時でさえ厚い化粧とかつらをしている。フランク・ブースによって、ドンという夫とドニーという幼い息子を人質に取られ、倒錯的な性行為を強要されているが、一方、その性行為にマゾヒスティックな快感を覚え、泥沼から抜け出せずにいる。
フランク・ブース
極端に短気で、事あるごとに“ファック”と吐き捨てる暴力的な男性。暗闇を好み、人に注視される事を嫌う。また、麻薬を使用しており、性的興奮を高めるために亜硝酸アミルのガスを吸う。さらに、ベルベットに異常な執着を示し、ドロシー・ヴァレンズのガウンから切り取った青色のベルベットを持ち歩いている。家族を人質にして、ドロシーにサディスティックな性行為を強要する一方で、ドロシーの歌に聞き入る純粋な一面も持ち合わせている。好きなビールはパブスト・ブルー・リボン。
サンディ・ウィリアムズ
コマドリに象徴される愛と光によって、世界が満たされることを夢見ている高校3年生の少女。ジェフリー・ボーモントが卒業した高校に通学しており、同じ高校のマイクという少年と交際している。ジェフリーに興味を抱き、野原で発見された片耳の謎を追う彼に協力するようになる。しかし、自分が調査に協力したことによって、ジェフリーが徐々に事件に深入りしていくことに責任を感じるようになる。
ジョン・ウィリアムズ
ランバートン警察に勤務する刑事。ボーモント家の隣人で、サンディは娘である。野原で発見した片耳を持ち込んできたジェフリー・ボーモントに、これ以上事件に深入りしないよう忠告する。好きなビールはバドワイザー。
ベン
フランク・ブースの仲間で、彼曰く“粋なオカマ”。なぜか太った人間ばかりが集まっている自宅には、ドロシー・ヴァレンズの息子ドニーが監禁されている。
ウィリアムズ夫人
ジョン・ウィリアムズの妻であり、サンディの母。

## キャスト
| 役名                   | 俳優                     | 日本語吹替                                                                |
| 役名                   | 俳優                     | テレビ東京版                                                              |
| ---------------------- | ------------------------ | ------------------------------------------------------------------------- |
| ジェフリー・ボーモント | カイル・マクラクラン     | 山寺宏一                                                                  |
| ドロシー・ヴァレンズ   | イザベラ・ロッセリーニ   | 藤田淑子                                                                  |
| フランク・ブース       | デニス・ホッパー         | 堀勝之祐                                                                  |
| サンディ・ウィリアムズ | ローラ・ダーン           | 松本梨香                                                                  |
| ジョン・ウィリアムズ   | ジョージ・ディッカーソン | 田中信夫                                                                  |
| ベン                   | ディーン・ストックウェル | 西川幾雄                                                                  |
| ウィリアムズ夫人       | ホープ・ラング           | 京田尚子                                                                  |
| 不明 その他            |                          | 磯辺万沙子 藤生聖子 吉田美保 冬馬由美 広瀬正志 幹本雄之 小島敏彦 大滝進矢 |
|                        |                          |                                                                           |
| 演出                   | 演出                     | 田島荘三                                                                  |
| 翻訳                   | 翻訳                     | 山田ユキ                                                                  |
| 効果                   | 効果                     | PAG                                                                       |
| 調整                   | 調整                     | 近藤勝之                                                                  |
| 制作                   | 制作                     | コスモプロモーション                                                      |
| 解説                   | 解説                     | 木村奈保子                                                                |
| 初回放送               | 初回放送                 | 1991年8月29日 『木曜洋画劇場』                                            |

## 作品解説
ドロシー役の候補に当初ヘレン・ミレンが挙がっていた。

### 音楽
本作では、アンジェロ・バダラメンティが初めて音楽に起用された。以後、バダラメンティが紡ぎ出す、1950年代を髣髴とさせる音楽は、リンチの作品に欠かせない要素となった。
また、リンチの作品において、ポップ・ミュージックやロック・ミュージックが大胆に取り入れられるようになったのも本作からで、ボビー・ヴィントンの『ブルー・ベルベット』や、ロイ・オービソンの『イン・ドリームス』などのオールディーズが本作では使用されている。特にヴィントンの『ブルー・ベルベット』は、リンチが本作を発想するきっかけとなった。

## 評価・反響

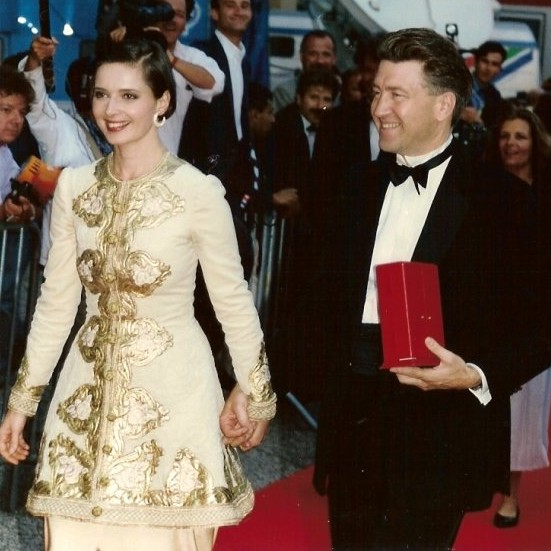
イザベラ・ロッセリーニとデイヴィッド・リンチ。

本作はセンセーショナルな作品で、公開当時この作品を嫌うアメリカ国民が多かった。特に一般国民から憎まれた理由は、映画中に登場するイザベラ・ロッセリーニ扮する女性が、身も心もボロボロの状態で素裸（乳房も下半身もむき出し）で住居から通りへと出てくるシーンが含まれていたことを最たるものとして、全般的に精神的に壊れていてマゾで、暴力シーンも多々あり、良識的な人々の道徳心や美意識をいたく刺激したことである。
しかし、結果的には高い評価を受け、多くの賞を受賞し、リンチ自身もアカデミー監督賞にノミネートされて復活を果たした。

## 主な受賞歴
- 全米映画批評家協会賞 - 作品賞、監督賞、助演男優賞（デニス・ホッパー）、撮影賞を受賞。
- ロサンゼルス映画批評家協会賞 - 最優秀監督賞、最優秀助演男優賞（デニス・ホッパー）を受賞。
- シッチェス・カタロニア国際映画祭 - 作品賞、撮影賞を受賞。
- モントリオール世界映画祭 - 男優賞（デニス・ホッパー）を受賞。
- ボストン映画批評家協会賞 - 作品賞、監督賞、助演男優賞（デニス・ホッパー）、撮影賞を受賞。
- インディペンデント・スピリット賞 - 主演女優賞（イザベラ・ロッセリーニ）を受賞。
- アボリアッツ国際ファンタスティック映画祭 - グランプリ[2]

## DVD・Blu-ray
- 『ブルーベルベット特別編【オリジナル無修正版】』
ニュー・リマスターが施された本編と、映像特典が収録されている。発売・販売元は20世紀フォックス ホーム エンターテインメント ジャパン株式会社。
- 『ブルーベルベット-日本語吹替音声収録 4K レストア版-』
4Kレストアが施された本編と、初公開も含む特典映像が収録。さらに旧Blu-ray・DVD未収録のテレビ東京版の吹替音声を収録（一部オリジナル音声・日本語字幕）。発売元は株式会社ニューラインで、販売元は株式会社ハピネット・メディアマーケティング[3][4]。

## サウンドトラック
- ブルーベルベット オリジナル・サウンドトラック
アンジェロ・バダラメンティが作曲した楽曲の他に、ロイ・オービソンの『イン・ドリームス』など、他のミュージシャンによる楽曲も、収録されている。発売元は、ダブリューイーエー・ジャパン。